# Чойбалсан (город)
Чойбалса́н (монг. Чойбалсан; до 1941 года Баян-Тумен, Байн-Тумен) — четвёртый по величине город в Монголии. Административный центр Восточного (Дорнодского) аймака. Город расположен на реке Керулен на высоте 747 м над уровнем моря.

## История
На протяжении столетий место, где сейчас находится город, служило остановкой на караванном пути.
В XIX веке поселение выросло до размеров города, став экономическим центром Восточной Монголии уже в XX веке. До 1941 город назывался Баян-Тумэн, позднее переименован в честь монгольского коммунистического политического деятеля Хорлогийна Чойбалсана.
После развала СССР в 1991 году город покинули специалисты из бывшего СССР, некоторые секторы экономики пришли в упадок.

## Климат
Климат Чойбалсана резко континентальный. Зима морозная, лето сравнительно жаркое.
| Показатель                    | Янв.  | Фев.  | Март  | Апр. | Май  | Июнь | Июль | Авг. | Сен. | Окт. | Нояб. | Дек.  | Год  |
| ----------------------------- | ----- | ----- | ----- | ---- | ---- | ---- | ---- | ---- | ---- | ---- | ----- | ----- | ---- |
| Средний суточный максимум, °C | −14,4 | −10,7 | −0,5  | 10,5 | 19,0 | 24,9 | 26,6 | 24,4 | 18,0 | 8,8  | −3,4  | −11,8 | 7,6  |
| Средняя температура, °C       | −20,5 | −17,7 | −7,8  | 2,6  | 11,3 | 17,6 | 19,8 | 17,9 | 10,6 | 1,5  | −9,8  | −17,6 | 0,6  |
| Средний суточный минимум, °C  | −25,5 | −23,9 | −14,8 | −4,1 | 3,8  | 10,8 | 14,4 | 12,1 | 4,9  | −4,2 | −15,2 | −22,7 | −5,3 |
| Норма осадков, мм             | 1     | 1     | 2     | 6    | 14   | 39   | 57   | 43   | 27   | 7    | 3     | 2     | 202  |
| Источник: World Climate       |       |       |       |      |      |      |      |      |      |      |       |       |      |

## Экономика
В городе присутствует лёгкая и пищевая промышленность, развито производство стройматериалов. Для снабжения теплом и электричеством в 1982 году компанией Технопромэкспорт построена Чойбалсанская ТЭЦ. Установленная мощность — 24 МВт (2x6, 2х12), использует бурый уголь с разреза Бэрхе рядом с городом. Работают мукомольный и мясной комбинаты, шерстомоечная фабрика. В окрестностях развита добыча бурого угля и плавикового шпата (в Бэрхе). С недавних пор работает завод по переработке полиэтилена.

## Транспорт
Чойбалсанский аэропорт (COQ/ZMCD) располагает одной бетонной взлетно-посадочной полосой, регулярные рейсы в Улан-Батор. Бывший военный аэродром ВВС СССР.
В советское время на аэродроме базировалось 42 самолёта Су-17М, впоследствии Су-17МЗ. В 1990 году 43-й полк был выведен из Монголии. Международный резервный аэропорт в Чойбалсане построен на базе бывшего военного аэродрома в 2001 году. А с 2008 года начались международные рейсы в Хайлар, Китайская Народная Республика.
Город связан железнодорожной линией со станцией Соловьёвск (и Борзя) Забайкальской железной дороги.
В городе родились:
- Юрий Сенкевич (1937—2003) — советский и российский журналист.
- Олег Яковлев (1969—2017) — российский певец, актёр, экс-солист группы «Иванушки International» (1998—2013).